# Список сторожевых кораблей ВМФ СССР (1931—1991)
Символ «†» предшествует году гибели корабля, а символы «††» — году вывода корабля из боевого состава флота.

## Сторожевые корабли (СКР)

### СКР типа «Ураган»
Сторожевые корабли типа "Ураган" (первый советский проект надводного корабля). Заложены в августе-октябре 1927 года, спущены на воду в 1929—1930гг, введены в строй в 1930—1933 гг. За свои названия этот и два следующих проекта типа «Ураган» были известны как «дивизион плохой погоды».
Первые шесть СКР для МСБМ первоначально составили дивизион, который моряки в шутку прозвали — «Дивизион плохой погоды»…
СКР типа «Ураган» строились 4 сериями по идентичным проектам: «2»; «4»; «39». Всего построено 18 кораблей. На Ленинградском ССЗ № 190 всего заложено 14 ед., из них 4 ед: «Вьюга»; «Метель»; «Молния»; «Зарница» — секционной сборки, перезаложены на Дальнем Востоке. На Николаевском ССЗ № 198 всего заложено 4 ед., из них 2 ед: «Гром» и «Бурун» — секционной сборки, перезаложены на Дальнем Востоке.
ТТХ: Водоизмещение полное 619 ÷ 633 т. Размерения 71,5 х 7,4 × 2,9 м. ГЭУ котлотурбинная, двухвальная 6550 л. с. Скорость 21÷23 уз, дальность 930 миль (14 уз). Вооружение: 2 х 1-102 мм (на части кораблей заменялись на 2 х 1-100 мм), 2 х 1-45 мм (в ходе войны заменялись на 37-мм автоматы), 3÷5 х 12.7 мм пулеметов, 1 х 3-450 мм ТА, 2 бомбосбрасывателя, 2 бомбомета БМБ-1 (устанавливались в ходе войны), 20 мин КБ или 32 мины обр. 1926 г. Экипаж 114 чел.

#### Проект 2
Корабли I серии. Заложены в 1927 году, спущены на воду в 1928—1931 годах, введны в строй в 1930—1932 годах.
1. «Ураган», ССЗ № 190, МСБМ, СФ, ††05.06.1949
2. «Тайфун», ССЗ № 190, МСБМ, КБФ, ††30.11.1954
3. «Смерч», ССЗ № 190, МСБМ, СФ, ††28.02.1948
4. «Циклон», ССЗ № 190, МСБМ, КБФ, †28.08.1941
5. «Гроза», ССЗ № 190, МСБМ, СФ, ††12.11.1952
6. «Вихрь», ССЗ № 190, МСБМ, КБФ, †22.9.1941, восстановлен, †† 24.4.1948
7. «Шторм», ССЗ № 198, МСЧМ, ЧФ, ††30.01.1946
8. «Шквал», ССЗ № 198, МСЧМ, ЧФ, ††12.11.1952

#### Проект 4
Сторожевые корабли типа «Ураган» II серии, все секционной сборки. Заложены в 1931-33гг, перезаложены на Дальнем Востоке в 1933 году, спущены на воду в течение 1934 года, введены в строй в 1934—1935 гг.
1. «Метель», ССЗ № 190, МСДВ, ТОФ, ††30.11.1954
2. «Вьюга», ССЗ № 190, МСДВ, ТОФ, ††30.11.1954
3. «Гром», ССЗ № 198, ТОФ, ††30.11.1954
4. «Бурун», ССЗ № 198, ТОФ, ††30.11.1954

#### Проект 39
Сторожевые корабли типа «Ураган» III и IV серии. Заложены в 1934—1935 гг., спущены на воду в 1934—1936 гг., введены в строй в 1935—1938 гг.
Корабли III серии: «Молния» и «Зарница» — секционной сборки, перезаложены на Дальнем Востоке.
1. «Молния», ССЗ № 190, ТОФ, ††30.11.1954
2. «Зарница», ССЗ № 190, ТОФ, ††30.11,1954
3. «Пурга», ССЗ № 190, КБФ, ЛВФ, †01.09.1942
4. «Буря», ССЗ № 190, КБФ, †24.08.1942
5. «Снег», ССЗ № 190, КБФ, †28.08.1941
6. «Туча», ССЗ № 190, КБФ, ††12.11.1952

### Проект 29 («Ястреб»)
Строились в 1939—1950 годах. Всего построено 6 единиц, ещё 8 единиц не были достроены из-за Великой Отечественной войны.
Проект разработки 1938—1939 гг., к июню 1941 года всего заложено 14 кораблей, но в связи с началом ВОВ, заказы на 8 кораблей были аннулированы. Головной корабль «Ястреб» вступил в строй 23.2.1945 года, остальные 5 кораблей были достроены после войны по откорректированному проекту «29К» (усилено зенитное вооружение, установлены РЛС и ГЛС).
ТТХ: Водоизмещение стандартное 916,7 т, нормальное 1091 т, полное 1266,2 т; длина 85,74 м, ширина 8,4 м, осадка 2,89 м. Мощность ТЗА 2x13 000 л. с.; скорость полного хода 31,3 уз., экономическая 15,5 уз.; дальность плавания 2160 миль. Вооружение: 3×1 100-мм АУ Б-34, 4×1 37-мм автомата 70-К, 3x2 12,7-мм пул. ДШК, 2 бомбосбрасывателя, 24 якорные мины. Экипаж 174 человека.
1. «Ястреб» ††1956
2. «Орёл» ††1958
3. «Коршун» ††1958
4. «Зоркий» ††1956
5. «Альбатрос» ††1956
6. «Буревестник» ††1956

### Проект 42 («Ястреб»)
Строились в 1949—1953 годах. Всего было построено 8 единиц.
Проект разработки 1947—1949 гг. По сравнению с проектом 29 — новый корабль имел большие размерения, цельносварной гладкопалубный корпус, повышенную мореходность, усиленное вооружение. Однако, правительственная комиссия сочла водоизмещение неприемлемо большим, и от крупносерийной постройки кораблей проекта 42 отказалась.
ТТХ: Водоизмещение стандартное 1339 т, нормальное 1509 т, полное 1679 т; длина 96,1 м, ширина 11 м, осадка 3,96 м. Мощность ТЗА 2x13910л. с.; скорость полного хода 29,65 уз., экономическая 13,7уз.; дальность плавания 2810 миль. Вооружение: 4×1 100-мм АУ Б-34У-СМ, 2×2 37-мм АУ В-11М, 1×3 533-мм ТА, 2×16 РБУ-2500 (128 РГБ-25), 4 БМБ-1, 2 бомбосбрасывателя. Экипаж 211 человек.
1. «Сокол» ††1961, вторично в 1971 году.
2. «Беркут» ††1965
3. «Кондор» ††1970
4. «Гриф» ††1961, вторично в 1977 году.
5. «Кречет» ††1956, вторично в 1977 году.
6. «Орлан» ††1960, вторично в 1976 году.
7. «Лев» ††1961, вторично в 1971 году.
8. «Тигр» ††1961, вторично в 1974 году.

### Проект 50
Строились в 1952—1958 годах. Всего было построено 68 единиц.
Проект разрабатывался, в качестве альтернативного проекту 42. Уменьшение водоизмещения обеспечивалось применением линейной схемы ГЭУ (вместо эшелонной) и сокращением количества 100-мм АУ до трёх…
Ходовые качества и мореходность оказались весьма хорошими. При модернизации в 1959—1960 гг., все корабли проекта 50 оснастили трёхтрубными ТА и двумя бомбометами РБУ-2500. Помимо 68 ед. СКР советской постройки, 4 корабля были построены по лицензии СССР, в КНР.
ТТХ: Водоизмещение стандартное 1050 т, нормальное 1116 т, полное 1182 т, наибольшее 1337 т; длина 90,9 м, ширина 10,2 м, осадка 2,9 м. Мощность ПТУ 2x10015 л. с.; скорость полного хода 29 уз., экономическая 15,1 уз.; дальность плавания 2200 миль. Вооружение: 3×1 100-мм АУБ-34УСМ-А и 2×2 37-мм АУВ-11М, 1×2 533-мм ТА, 1×6 РБУ-200 и 4×1 БМБ-1, до 26 якорных мин. Экипаж 168 человек.

### Проект 159, 159-А, 159-АЭ, 159-М
Строились в 1958—1976 годах. Всего было построено 45 единиц, которые были построены на следующих судостроительных заводах:
- ССЗ № 820 (ССЗ «Янтарь», г. Калининград);
- ССЗ № 340 «Красный металлист», («Им. А. М. Горького», г. Зеленодольск, Татарской АССР);
- ССЗ № 638 (368) («Им. С. М. Кирова», г. Хабаровск).

По проекту 159, строились в качестве малых противолодочных кораблей (МПК), по водоизмещению приблизились к СКР проекта 50. Состав артиллерийского и противолодочного вооружения — почти аналогичен ВПК проекта 61. Применена комбинированная, дизель-газотурбинная (ДГТУ)ГЭУ (дизели работают на средний вал, ГТУ— на бортовые).
По усовершенствованному проекту 159-А, строились 29 кораблей завершающей серии: РБУ-2500 заменены на более мощные РБУ-6000, установлен второй ТА, модернизированы системы РЛС.
По проекту 159-АЭ, строились экспортные корабли, которые имели аналогичный состав вооружения, но с бомбометами РБУ-2500.
ТТХ: Водоизмещение стандартное 938 т, полное 1077 т; длина 82,3 м, ширина 9,2 м, осадка 2,85 м. Мощность ДГТУ 2x15000 и 1x6000 л. с.; скорость полного хода 33 уз., экономическая 14 уз.; дальность плавания 2000 миль. Вооружение: 2×2 76-мм АУ АК-726, 1(2)×5 400-мм ТА, 4×16 РБУ-2500 (РБУ-6000). Экипаж 168 человек.
1. СКР-1 ††1987
2. СКР-38 ††1990
3. СКР-17 ††1990
4. СКР-9 ††1990
5. СКР-22 ††1991
6. СКР-333 ††1990
7. СКР-34 ††1991
8. СКР-29 ††1991
9. СКР-103 ††1991
10. СКР-18 ††1989
11. СКР-41 ††1987
12. СКР-11 ††1991
13. СКР-43 ††1989
14. СКР-3 ††1990
15. СКР-46 ††1989
16. СКР-23 ††1989
17. СКР-78 ††1990
18. СКР-21 ††1991
19. СКР-36 ††1989
20. СКР-92 ††1991
21. СКР-92 ††1991
22. СКР-120 ††1991
23. СКР-128 ††1991
24. СКР-47 ††1992
25. СКР-26 ††1993
26. СКР-33 ††1995
27. СКР-27 ††1992
28. СКР-40 ††1994
29. СКР-16 ††1992
30. СКР-106 ††1993
31. СКР-110 ††1994
32. СКР-112 ††1993
33. СКР-87 ††1992
34. СКР-123 ††1992
35. СКР-126 ††1992
36. СКР-133 ††1994
37. СКР-138 ††1994

### Проект 35
Всего было построено 18 единиц. Строились в 1961—1968 годах.
1. СКР-7 ††1987
2. СКР-20 ††1989
3. СКР-32 ††1989
4. СКР-39 ††1990
5. СКР-86 ††1990
6. СКР-49 ††1990
7. СКР-53 (проект 35) ††1990
8. СКР-24 ††1990
9. СКР-83 ††1991
10. СКР-48 ††1990
11. СКР-35 ††1990
12. СКР-6 ††1990
13. СКР-13 ††1991
14. СКР-90 ††1990
15. СКР-117 ††1990
16. СКР-84 ††1992
17. СКР-12 ††1992
18. СКР-19 ††1992

### Проект 1135 («Буревестник»)
Всего был построен 21 корабль проекта.
1. «Бдительный» ††1996
2. «Достойный» ††1993
3. «Бодрый» ††1997
4. «Свирепый» ††1993
5. «Сильный» ††1994
6. «Доблестный» ††1992
7. «Сторожевой» ††2002
8. «Разумный» ††1998
9. «Разящий» ††1992
10. «Дружный» ††1999. С 2003 года находится на хранении у стенки СМП в Москве
11. «Деятельный» ††1995
12. «Жаркий» ††2002
13. «Ретивый» ††1995
14. «Ленинградский комсомолец» «Лёгкий» с 1992; ††2003
15. «Беззаветный» ††2001
16. «Летучий» ††2005
17. «Пылкий»
18. «Задорный» ††2005
19. «Безукоризненный» ††1997
20. «Ладный»
21. «Порывистый» ††1994

### Проект 1135М
Всего построено 11 единиц. Строились в 1973—1981 годах.
1. «Резвый» ††2001
2. «Резкий» ††1995
3. «Разительный» ††1997
4. «Грозящий» ††1995
5. «Неукротимый» ††2009
6. «Громкий» ††1998
7. «Бессменный» ††1998
8. «Горделивый» ††1994
9. «Рьяный» ††1997
10. «Ревностный» ††2003
11. «Пытливый»

### Проект 1135.1 («Нерей»)
Пограничный сторожевой корабль (ПСКР), спроектирован на базе СКР пр.1135.
Строились в 1981—1990 годах. Всего построено 8 единиц, в том числе 7 ед. введено в состав Морских частей Пограничных Войск КГБ СССР (затем РФ). Ещё один корабль («Гетман Сагайдачный», бывший «Киров») входит в состав ВМС Украины.
1. «Менжинский» ††2000
2. «Дзержинский» в составе БО ФПС России
3. «Орёл» в составе БО ФПС России
4. «Псков» ††2003
5. «Имени 70-летия погранвойск» ††2000
6. «Кедров» ††2003
7. «Воровский» в составе БО ФПС России

### Проект 1154
Строились в 1987—2009 годах. Всего построено 2 единицы.
1. «Неустрашимый» в составе ВМФ РФ.
2. «Ярослав Мудрый» в составе ВМФ РФ.
3. «Туман» достраивается.

### Проект 11540 («Ястреб»)
По своим ТТХ аналогичен фрегатам морской зоны.

### Проект 11661 типа «Гепард»
Официально отнесен к классу «Фрегат».

### Проект 11661К
Построено 2 единицы.
1. «Татарстан» в составе ВМФ РФ.
2. «Дагестан» в составе ВМФ РФ.

### Проект 12441 («Гром»)
Не достроен. План переоборудования в учебный корабль не реализован. Утилизирован.

### Проект 20380 («Стерегущий»), экспортный вариант — («Тигр»)
Официально классифицирован как «Корвет».
Построена 3 единицы, ведётся строительство ещё 2.
1. «Стерегущий» в составе ВМФ РФ.
2. «Сообразительный» в составе ВМФ РФ.
3. «Совершенный» идёт строительство.
4. «Стойкий» в составе ВМФ РФ.
5. «Бойкий» в составе ВМФ РФ.

## Пограничные сторожевые корабли (ПСКР)

### ПСКР постройки 1934÷1941 гг
1. Тип «Рубин» (Проект 43)

Спроектирован для противолодочной обороны баз ВМС СССР, с дизельной энергетической установкой (водоизмещение примерно 500 т, скорость 15 уз; вооружение: 1×102-мм; 2×37-мм зенитных автомата; противолодочное вооружение). Однотипный СКР «Бриллиант» (ПСК-29): заложен в 1934 году; построен и введён в строй в 1937 году; водоизмещение 580 т; размерения: 62×7,2×2,6 м; 2200 л. с; максимальная скорость — 17,2 уз; дальность плавания (экономической скоростью) — 3500 миль; вооружение: 1×102-мм, 2×45-мм, 1×37-мм, 2×12,7-мм, 2-бомбомёта; до 31-мины, экипаж- 61 чел.
По данным источника № 2: Длина наибольшая — 67,5 м; ширина — 7,3 м; осадка — 2,2 м; водоизмещение — 600/1000 т; Мощность ГЭУ — 2×1100 л. с; скорость — 16,8 уз; Вооружение: 1 102-мм; 3×1 37-мм зенитных зенитных орудия; 2×1 12,7-мм пулемётные турельные установки; минные рельсы и кормовой скат; 2 лотковых бомбосбрасывателя; 2 бомбомёта; 6×(МБДШ) — морские большие дымовые шашки в корзинах. Экипаж — 68 чел.
1. Тип «Киров» (Проект 19) — построены в Италии по заказу СССР

1. Тип «Пурга» (Проект 52)

### Проекты П1124 и 1124П (патрульные корабли МЧ ПВ КГБ СССР, МЧ ФПС России и МЧ ПС ФСБ России)
Всего построено 17 кораблей. Строились в 1973—1985 годах.
1. «Бриллиант»
2. «Жемчуг»
3. «Изумруд»
4. «Рубин»
5. «Аметист»
6. «Днепр»
7. «Сапфир»
8. «Измаил»
9. «Проворный»
10. «Преданный»
11. «Бдительный»
12. «Безупречный»
13. «Зоркий»
14. «Решительный»
15. «Смелый»
16. «Надёжный»
17. «Дозорный»

### Проект 1241ПЭ
Строились в годах. Всего было построено 2 единицы.
1. ПСКР-291
2. ПСКР-292